# Thelotrema quitoënse
Thelotrema quitoënse är en lavart som beskrevs av Fée 1837. Thelotrema quitoënse ingår i släktet Thelotrema och familjen Thelotremataceae.   Inga underarter finns listade i Catalogue of Life.